# المساعدة (رواية)
المساعدة (بالإنجليزية: The Help)‏ رواية كتبتها الروائية كاثرين ستوكيت وتم نشرها سنة 2009. في عام 2011 تم إصدار فلم مُقتبس منها بنفس العنوان.
تم تقييم ومراجعة الرواية من قبل العديد من الجرائد والصحف العالمية المشهورة، مثل نيويورك تايمز ويو إس إيه توداي  وتلقت مدحاً كثيراً كما أنها نالت شهرة واسعة. بعد عامين من نشرها، أي في عام 2011، تم بيع سبعة ملايين نسخة مما جعلها تتربع على قائمة نيويورك تايمز لأكثر الكتب مبيعا لمدة مئة أسبوع على التوالي كواحدة من أكثر الروايات مبيعاً على الإطلاق.

## ملخص قصير
تدور أحداث الرواية في أمريكا في مدينة جاكسون (مسيسيبي) وتتحدث عن المعاملة السيئة مثل العنصرية التي تتعرض لها الخادمات الأفريقيات عند العمل في منازل السيدات البيض في أوائل سنة 1960.
هناك ثلاث شخصيات رئيسية تتمحور أحداث الرواية حولها. الشخصية الأولى هي سكيتير
(Skeeter)، امرأة أمريكية بيضاء تخرّجت من الجامعة حديثاً وتطمح لأن تصبح كاتبة أو صحفية في المستقبل القريب. الشخصية الثانية هي أبيلين (Aibileen)، امرأة أفريقية تعمل كمربية منزل لدى عائلة ليفولت (Leefolt). أما الشخصية الثالثة فهي خادمة أفريقية أيضاً متحدثة وصريحة الكلام اسمها ميني(Minny). تنزعج سكيتير عندما ترى الناس ذات البشرة البيضاء في أمريكا ينظرون إلى الخادمات الأفريقيات بازدراء وتعالي، فتبدأ بالتفكير بطريقة ما لِتُغير بها تلك الأفكار النمطية والعنصرية الموجودة في عقول معظم الناس البيض في أمريكا. تتخذ سكيتير مهمة خطيرة وهي كتابة كتاب عنوانه "المساعدة "ومن ثم نشره، حيث تتحدث فيه عن قصص هؤلاء النساء الأفريقيات. تبدأ علاقة الصداقة بين سكيتير وأبيلين وبعدها ميني أيضاً بالنشوء والتوطد. تقوم كل من أبيلين وميني بجمع صديقاتهم اللواتي يعملن كَمُربيات أو خادمات لكي تسرُد كلٌ واحدةٍ منهنّ قصتها عن المعاناة التي مرّت بها بسبب المعاملة السيئة والتميز العنصري الممارس ضدهم.
وفي النهاية تنجح سكيتير بعد مساعدة أبيلين لها في نشر ذلك الكتاب وسرعان ما ينتشر في كل انحاء مدينة جاكسون مما يجعلها تكسب بعض الشهرة وتذهب لتعمل خارج المدينة تاركة عملها لأبيلين، التي بدورها تترك عملها كمربية منزل وتعتزم مجال الكتابة. على الرغم من أن نشر الكتاب لا يبدو أنه قد أثر على سكان مدينة جاكسون بشكل كبير إلا أنه قد أعطى العديد من صديقات أبيلين، وبالأخص أبيلين نفسها شعوراً بالثقة مما دفعها أخيراً إلى المخاطرة بترك عملها كلياً والسعي وراء حلمها في أن تصبح كاتبة يوماً ما.